# Chidong Hu
Chidong Hu är en del av en sjö i Kina. Den ligger i provinsen Hubei, i den centrala delen av landet, omkring 120 kilometer sydost om provinshuvudstaden Wuhan. Chidong Hu ligger 15 meter över havet. Arean är 22,5 kvadratkilometer. Trakten runt Chidong Hu består till största delen av jordbruksmark. Den sträcker sig 11,4 kilometer i nord-sydlig riktning, och 7,0 kilometer i öst-västlig riktning.
Genomsnittlig årsnederbörd är 1 963 millimeter. Den regnigaste månaden är maj, med i genomsnitt 276 mm nederbörd, och den torraste är januari, med 55 mm nederbörd.